# Field of Dreams
Field of Dreams è un singolo del gruppo musicale islandese Low Roar, pubblicato il 6 dicembre 2024 come primo estratto dal sesto album in studio House in the Woods.

## Descrizione
Musicalmente, il brano si apre con in primo piano la voce di Karazija ed il pianoforte, per poi presentare progressivamente diversi strumenti acustici e terminare con una sezione aleatoria.

## Video musicale
Il video musicale, diretto da Kim Saarinen, mostra una donna intenta a ballare in un paesaggio innevato.

## Tracce
Testi e musiche dei Low Roar.
1. Field of Dreams – 4:21

## Formazione
Hanno partecipato alle registrazioni, secondo le note di copertina di House in the Woods:
Gruppo
- Ryan Karazija – voce, strumentazione, produzione, registrazione
- Andrew Scheps – strumentazione, produzione, registrazione, missaggio
- Mike Lindsay – strumentazione, produzione, registrazione

Altri musicisti
- Emma Lindström – produzione aggiuntiva
- Richard Lindström – produzione aggiuntiva
- Ross Blake – produzione aggiuntiva

Produzione
- Helge Sten – mastering